# Municipio Rómulo Costa
El Municipio Antonio Rómulo Costa es uno de los 29 municipios del Estado Táchira, Venezuela. Tiene una superficie de 145 km² y según el INE, su población para 2024 será de 11 528 habitantes.

## Toponimia
El municipio toma su nombre de Antonio Rómulo Costa (1872–1956), un destacado tachirense que se desempeñó como director del Liceo Simón Bolívar, presidente de la Corte Suprema de Justicia del Táchira y senador ante el Congreso Nacional. Además, fue cofundador de la Escuela de Derecho de San Cristóbal en 1916.

## Historia
Esta población fue fundada después de 1827 por don Lorenzo Duque y don Enrique Rojas. En 1963 se designó a Las Mesas como su capital. Fue nombrado municipio según resolución de la Asamblea Legislativa y bajo Gaceta Oficial del estado n.º 290, de fecha 25 de enero de 1995, la cual determinó la separación del antiguo municipio Seboruco y Antonio Rómulo Costa. En 1966 fue creado como un municipio foráneo dentro del antiguo distrito Jáuregui (actual municipio Jáuregui), bajo la denominación Las Mesas; municipio Antonio Rómulo Costa. Finalmente, su elevación como municipio autónomo se originó el 16 de septiembre de 1994 y su proclamación se llevó a cabo el 4 de febrero de 1996.
Las Mesas es la capital del municipio Antonio Rómulo Costa. Se encuentra a una altitud de 420 m s. n. m., mientras que el cerro Moretón alcanza los 1600 m. El municipio tiene una superficie de 146 km² y una temperatura que varía entre los 17 y 23 °C. Según cifras preliminares del censo de 2001, su población es de 7096 habitantes.
Está ubicado en pleno piedemonte andino, con una extensión topográfica relativamente plana. En su espacio físico-geográfico se distinguen dos tipos de paisajes naturales: bosque húmedo premontañoso y sabana. La principal actividad económica es la ganadería de altura en todas sus aldeas, así como el cultivo de café, caña de azúcar y árboles frutales. También existen aguas termales, que por su elevada temperatura constituyen un recurso de valor terapéutico.

## Ubicación
Se encuentra localizado al noroeste del Estado Táchira, la mayor parte del territorio ocupa el piedemonte andino, mientras que la zona norte se encuentra sobre una planicie, la altura varía entre los 300 y los 700 m s. n. m. presentando una vegetación de bosque húmedo tropical. Se presenta un clima tropical lluvioso de selva, con temperaturas promedio anuales entre los 18 y 29°C con precipitaciones anuales que rondan entre 2.000 y 2.700 mm.                 
En término general el municipio autónomo “Antonio Rómulo Costa” está enmarcado dentro de la cordillera de los Andes, Sierra de Mérida; corresponde a montañas con relieve de medianas cumbres, mesas terrazas con laderas medio pronunciadas, presentando fallas o bloques de litosfera a lo largo de grietas.
Forma parte de la barrera existente entre la llanura y el lago de Maracaibo.
Sus terrazas han sido formadas por materiales de arrastre depositados por corrientes fluviales próximas a los ríos: Grita, Carira, San Sebastián las cuales ofrecen áreas más accesibles para el desarrollo de la agricultura y asiento de los poblados. El tramo del río grita es de caudal permanente, tormentoso debido al relieve abrupto del miso; de cauce con desnivel, sin saltos ni cascadas, de rocas irregulares en sus cauce y márgenes. Presenta en su curso medio mesas y terrazas, de gran potencial hidroeléctrico. La tierra presenta un mosaico geológico encontrándose rocas sedimentarias clásicas como: arena, arenisca, arcilla, brechas, lutitas y conglomerados (cuarzo) y rocas metamórficas foliadas, como: esquisto, pizarras, serpentinas y filitas, pero la mayor cantidad de rocas la constituyen las ígneas de textura dura y de estratificación desordenada como basalto, riclita y andesita.
Tierra arcillosa mezclada con rocas de diversos tamaños y formas correspondientes a un horizonte A3, a nivel freático sumamente bajo y algunas manchas de selo de horizonte A2. Esto da lugar a contar con suelos regosoles y laterícos de los órdenes residuales y litosoles. El municipio tiene una altitud que varía desde los 200 metros en la planicie aluvial, hasta los 1300 m En el cero el Moretón.

### Parroquias
El municipio está conformado por una parroquia, es uno de los 29 municipios del Estado Táchira de Venezuela; se encuentra dividido en seis (06) aldeas .Cabe destacar que en municipio autónomo “Antonio Rómulo Costa”, también comprende: el Caserío de Piedra de Moler, las Aldeas Caliche, Salomón, Las Minas, Las Flores y Mesitas y otras áreas agrícolas como Majeco, Vega de Pato, Oropito, La Pajuilera, Moretón, Morro Negro, Caño Grande y Caño Amarillo.
Sectores de la comunidad de las mesas:urbanización mesas de seboruco, mesa alta I, II Y III, el vero, la Y, santo cristo , el ángel, el bolivariano, el contento, el módulo, el trapiche, Rómulo gallegos, barrio la esperanza, casco central, virgen del Carmen, unión, pueblo nuevo parta alta , pueblo nuevo parta baja , el abuelo, los arabes, el araguaney , el milagro, la montañita, parcelamiento los Ángeles, caño grande, el Cañal, bicentenario , mil por mil
| Parroquia                      | Superficie | Población  | Densidad      | Capital   |
| ------------------------------ | ---------- | ---------- | ------------- | --------- |
| 1.) Las Mesas                  | km²        | hab.       | hab./km²      | Las Mesas |
| Municipio Antonio Rómulo Costa | 145 km²    | 9.815 hab. | 49,0 hab./km² | Las Mesas |

## Actividad económica
La ganadería es la principal actividad económica del municipio, especialmente enfocado en la cría de ganado bovino, porcino y granjas de pollos . También es significativo el sector de la agricultura dedicado al cultivo de café, frutales y caña de azúcar.
Anteriormente el municipio tenía una vocación agrícola y pecuaria, lo cual se refleja por el número de fincas orientadas hacia este tipo de explotación. La ganadería es la principal actividad económica del municipio, especialmente enfocado en la cría de ganado bovino y porcino. También es significativo el sector de la agricultura dedicado al cultivo de café, cultivo de piña, frutales y caña de azúcar. En general los principales rubros de producción son: carne, leche, café, caña panelera, cacao y yuca en mayor escala; en menor escala parchita, cambur, plátano y maíz. 
En la población prestan servicios el MERCAL y PDVAL así como de establecimientos privados, están los abastos, fruterías, farmacias, centros diversión, ferreterías, pulí-lavados, carpinterías, talleres mecánicos y de metalúrgica, fábrica de mangueras y de fibra de vidrio, banco bicentenario entre otros.
Las Mesas como todo pueblo en proceso de crecimiento y gracias a las gestiones de personas de la comunidad como lo son los consejos comunales, y a la receptividad de algunos gobernantes regionales ha sido dotada parcialmente de servicios básicos como: aseo urbano, agua potable en la cual se creó recientemente la planta de tratamiento, acueducto, electricidad, recursos forestales, cloacas, aceras y brocales, asfaltado de la mayor parte de sus calles, ampliación de los centros de enseñanza, ambulatorio y mejoramientos de las canchas deportivas pero aún hace falta mucho por hacer dentro de esta localidad. 
	Aun cuando la población es laboriosa, este pueblo no cuenta con suficientes fuentes de empleo por lo que entre las actividades de las autoridades municipales están estimular la artesanía y la creación de industria y fábricas que laboren con materia prima de la zona, promoviendo de esta forma los crédito y microcréditos para los que deseen crear su negocio propio trabajar en la tierra; así como la creación de viviendas.

## Deportes
El municipio Antonio Romulo Costa siempre se ha caracterizado por ser un lugar lleno de mucho talento, y sobre todo en el ámbito deportivo donde las diferentes instituciones que le dan vida al deporte en el municipio se centran en los jóvenes como gran motor para impulsar las diferentes disciplinas que se practican. Se podría decir que el deporte más practicado es el Fútbol en el Estadio Juan Vicente Casanova; pero hay un deporte que le ha dado muchas cosechas positivas a al Municipio como lo es el Voleibol donde han obtenido una gran cantidad de trofeos en las categorías Infantil y Juvenil respectivamente gracias al profesor Marcos Pernia, presidente y entrenador de la Club de Voleibol Las Mesas fundado en el año 2011 y registrada en el año 2014, actualmente este deporte se practica gracias al club en la cancha del Liceo Nacional Luis Beltrán Prieto Figueroa, aparte el Ciclismo y el Baloncesto son otras de las disciplinas deportivas que más se practican en las canchas. 
Sin duda alguna el deporte es un núcleo social muy importante movido por un gran grupo de personas que buscan cambiar la forma de pensar de muchos jóvenes, actualmente el municipio cuenta con Dos Estadios uno para practicar Fútbol Campo y el otro para practicar Béisbol, además de 13 canchas múltiples donde se pueden practicar los deportes: Futbol sala, Voleibol y Baloncesto.       

## Cultura

### Gastronomía
- Atol de Avena, atol de Plátano, Dulce de lechosa, la pisca andina, la melcocha, la chicha, miche blanco, guineos, aguamiel, yuca.

### Religión
La mayoría de su población es cristiana, siendo la denominación más numerosa los católicos. Este municipio cuenta con una parroquia de nombre Nuestra Señora del Carmen de Las Mesas construida para el año 2002 dando le una mayor fuerza a las creencias cristianas de todos los meses es, actualmente está muy fortalecida gracias a los esfuerzos de los Sacerdote Jesús Zapata y Oscar Valera siendo ellos quienes le dieron un impulso a este pueblo a seguir en la vida católica.
Las Mesas cuenta con casi una docena de Grupos de Apostolados que tienen por finalidad Evangelizar y Servir a Cristo de la mejor manera, entre ellos se encuentran La Catequesis (grupo madre de la iglesia), Cofradía del Santísimo, Inmaculado Corazón de Maria, Grupo Juvenil "AnCrisMa", Ministros Lectores, Ministros de comunión, entre otros... Cada uno dirigido por un coordinador o coordinadora para su buen funcionamiento.

## Turismo

### Patrimonios edificados
Iglesia Nuestra Señora del Carmen, Plaza Bolívar, Club Social y Deportivo Las Mesas, Estadio Vicente Cassanova, Casa de la Cultura Doña Consuelo Mayorca, Parque Pipito, Posada Casa Campo.

### Patrimonios naturales
- Ríos: Río Caño Amarillo, quebrada la Blanca, Salomón, El Grita, Las Minas, Cerro Morro Negro.

Montaña: El Sarando, la Pajuilera, las Flores, Freycar lo mejor del municipio

## Política y gobierno

### Alcaldes
| Período     | Alcalde               | Partido político / Alianza | % de votos | Notas |
| ----------- | --------------------- | -------------------------- | ---------- | --- |
| 1995 - 2000 | José Tibulo Rodríguez |                            | -          | Primer alcalde bajo elecciones directas (se realizaron elecciones generales adelantadas en el 2000 debido a la aprobación de la Constitución de 1999).                                                      |
| 2000 - 2004 | Rigoberto Ovallos     |                            | 57,10      | Segundo alcalde bajo elecciones directas |
| 2004 - 2008 | Rigoberto Ovallos     |                            | 76,48      | Reelecto |
| 2008 - 2013 | Jesús Duque           | CHUCHO                     | 51,55      | Tercer alcalde bajo elecciones directas (se postergan 1 año las elecciones municipales pautadas para finales del 2012)                                                                                      |
| 2013 - 2017 | Jesús Duque           |                            | 54,01      | Reelecto |
| 2017 - 2021 | Rigoberto Ovallos     |                            | 48,06      | Cuarto alcalde bajo elecciones directas |
| 2021 - 2024 | Rigoberto Ovallos     |                            | 55,61      | Reelecto |
| 2024 - 2025 | Elías Duarte          |                            | -          | Alcalde designado, tras la declaración de falta absoluta por el Concejo municipal hacia el alcalde Rigoberto Ovallos, luego de ser emitida una orden de aprehensión en su contra por el Ministerio Público. |
| 2025 - 2029 | Elias Duarte          |                            | 63,54      | Quinto alcalde bajo elecciones directas |

### Concejo municipal

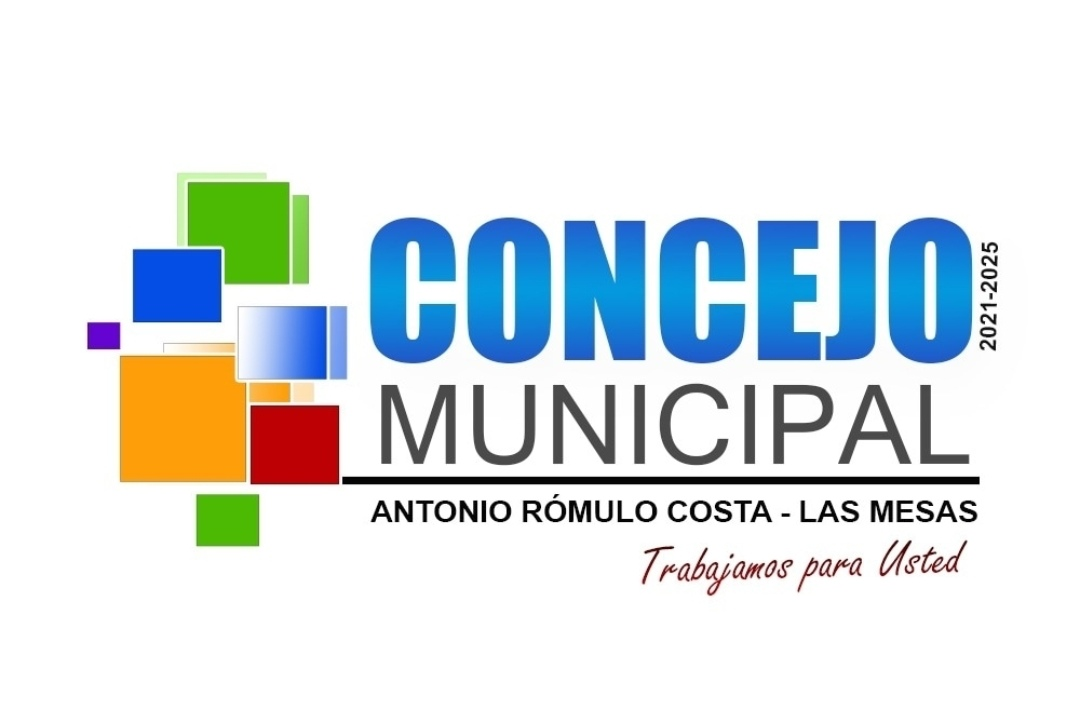
Logo del Concejo Municipal de Antonio Romulo Costa.

Período 1995 - 2000
| Concejales:           | Partido político / Alianza |
| --------------------- | -------------------------- |
| Robin Velasco         | COPEI                      |
| Edgar Rosales Pérez   | COPEI                      |
| Antonio Ramón Sánchez | CONVERGENCIA               |
| Carmen Marquez        | CONVERGENCIA               |
| José Luis Sánchez     | AD                         |

Período 2000 - 2005
| Concejales:            | Partido político / Alianza |
| ---------------------- | -------------------------- |
| Oel Antonio Villamizar | PPT                        |
| Maira Pérez de Ovallos | PPT                        |
| Antonio Rondón         | PPT                        |
| Eladio Castro          | PPT                        |
| Robin Velasco          | COPEI                      |

Período 2005 - 2013
| Concejales:            | Partido político / Alianza |
| ---------------------- | -------------------------- |
| Oel Antonio Villamizar | PPT                        |
| Robin Velasco          | PPT                        |
| Eladio Castro          | PPT                        |
| Betsy Contreras        | PPT                        |
| Vicky Barrios          | MVR                        |

Período 2013 - 2018
| Concejales         | Partido político / Alianza |
| ------------------ | -------------------------- |
| Alirio Alvarado    | PSUV                       |
| Marina Duque       | PSUV                       |
| Juan Delgado       | PSUV                       |
| Carmen Guerrero    | PSUV                       |
| Consuelo Antolinez | PORESTA                    |

Período 2018 - 2021
| Concejales        | Partido político / Alianza |
| ----------------- | -------------------------- |
| Franklin Rivera   | PSUV                       |
| Amarilys Labrador | PSUV                       |
| Jesus Ramírez     | PSUV                       |
| Romayle Ramirez   | PSUV                       |
| Jesus Peréz       | COPEI                      |

Período 2021 - 2025
| Concejales:          | Partido político / Alianza |
| -------------------- | -------------------------- |
| Nelcy Andreina Duque | VP                         |
| Juan Sánchez         | VP                         |
| Elías Duarte         | VP                         |
| Jesús Ramírez        | VP                         |
| Amarilys Labrador    | PSUV                       |

Período 2025 - 2029
| Concejales:          | Partido político / Alianza |
| -------------------- | -------------------------- |
| Nelcy Andreina Duque | COPEI                      |
| Juan Sánchez         | COPEI                      |
| Raul Nava            | COPEI                      |
| Rocio Araque         | COPEI                      |
| Emilda Pabón         | PSUV                       |